# Frode Grodås
Frode Grodås (ur. 24 października 1964 w Voldzie), piłkarz norweski grający na pozycji bramkarza.

## Kariera klubowa
Piłkarską karierę Grodås rozpoczął w małym amatoskim klubie z Hornindal. Następnie trafił do Sogndal IL, a w 1983 roku zadebiutował w drugiej lidze norweskiej. Z Sogndal przez pięć lat występował na zapleczu pierwszej ligi. Sukces odniósł w 1987 roku, kiedy wywalczył awans do norweskiej ekstraklasy. Premierowy sezon w pierwszej lidze spędził już w zespole Lillestrøm SK. W 1988 roku wywalczył wicemistrzostwo Norwegii, a w 1989 roku po raz pierwszy został mistrzem kraju. Z kolei w 1992 roku dotarł do finału Pucharu Norwegii, jednak Lillestrøm uległo 2:3 Rosenborgowi Trondheim. Natomiast w 1994 i 1996 roku znów zostawał wicemistrzem kraju. Dla Lillestrøm przez 8 lat rozegrał 182 mecze i zdobył 1 bramkę w 1991 roku.
W połowie 1996 roku Grodås na zasadzie wolnego transferu przeszedł do angielskiej Chelsea. W Premier League zadebiutował 16 listopada w zremisowanym 1:1 meczu z Blackburn Rovers. Po dwóch miesiącach gry w Chelsea usiadł jednak na ławce, a jego miejsce zajął Kevin Hitchcock i dopiero kontuzja Hitchcocka spowodowała, że Frode wrócił do bramki "The Blues". Z Chelsea zdobył Puchar Anglii oraz zajął 6. miejsce w lidze. W 1997 roku do londyńskiego klubu przybył z Feyenoordu holenderski bramkarz Ed de Goey i Grodås odszedł za 250 tysięcy funtów do lokalnego rywala, Tottenhamu Hotspur. Tam jednak przegrał rywalizację zarówno z reprezentantem Anglii Ianem Walkerem i rodakiem Espenem Baardsenem i przez rok nie rozegrał żadnego ligowego meczu.
Latem 1998 Grodås przeniósł się do niemieckiego FC Schalke 04, a 15 sierpnia zadebiutował w Bundeslidze w przegranym 0:3 wyjazdowym spotkaniu z Borussią Mönchengladbach. W Schalke napotkał jednak konkurencję ze strony Olivera Recka oraz Mathiasa Schobera i wystąpił tylko we dwóch pierwszych kolejkach ligowych. W styczniu 1999 został wypożyczony do hiszpańskiego Racingu Santander, w którym rozegrał 6 spotkań. Latem wrócił do Schalke, ale w trzech kolejnych sezonach wystąpił tylko w jednym spotkaniu ligowym, toteż miał mały udział w wywalczeniu wicemistrzostwa Niemiec w 2001 roku oraz Pucharu Niemiec w 2001 i 2002 roku.
Latem 2002 Frode wrócił do Norwegii. Przez półtora roku grał w drugoligowcu Hønefoss BK i pod koniec 2003 zakończył piłkarską karierę w wieku 39 lat.
| Sezon   | Klub              | Kraj      | Rozgrywki        | Mecze | Bramki |
| ------- | ----------------- | --------- | ---------------- | ----- | ------ |
| 1983    | Sogndal IL        | Norwegia  | Adeccoligaen     | 11    | 0      |
| 1984    | Sogndal IL        | Norwegia  | Adeccoligaen     | 19    | 0      |
| 1985    | Sogndal IL        | Norwegia  | Adeccoligaen     | 22    | 0      |
| 1986    | Sogndal IL        | Norwegia  | Adeccoligaen     | 21    | 0      |
| 1987    | Sogndal IL        | Norwegia  | Adeccoligaen     | 11    | 0      |
| 1988    | Lillestrøm SK     | Norwegia  | Tippeligaen      | 22    | 0      |
| 1989    | Lillestrøm SK     | Norwegia  | Tippeligaen      | 22    | 0      |
| 1990    | Lillestrøm SK     | Norwegia  | Tippeligaen      | 7     | 0      |
| 1991    | Lillestrøm SK     | Norwegia  | Tippeligaen      | 22    | 1      |
| 1992    | Lillestrøm SK     | Norwegia  | Tippeligaen      | 22    | 0      |
| 1993    | Lillestrøm SK     | Norwegia  | Tippeligaen      | 22    | 0      |
| 1994    | Lillestrøm SK     | Norwegia  | Tippeligaen      | 25    | 0      |
| 1996    | Lillestrøm SK     | Norwegia  | Tippeligaen      | 21    | 0      |
| 1996/97 | Chelsea F.C.      | Anglia    | Premier League   | 21    | 0      |
| 1997/98 | Tottenham Hotspur | Anglia    | Premier League   | 0     | 0      |
| 1998/99 | FC Schalke 04     | Niemcy    | Bundesliga       | 2     | 0      |
| 1998/99 | Racing Santander  | Hiszpania | Primera División | 6     | 0      |
| 1999/00 | FC Schalke 04     | Niemcy    | Bundesliga       | 0     | 0      |
| 2000/01 | FC Schalke 04     | Niemcy    | Bundesliga       | 1     | 0      |
| 2001/02 | FC Schalke 04     | Niemcy    | Bundesliga       | 0     | 0      |
| 2002    | Hønefoss BK       | Norwegia  | Adeccoligaen     | 19    | 0      |
| 2003    | Hønefoss BK       | Norwegia  | Adeccoligaen     | 30    | 0      |

## Kariera reprezentacyjna
W reprezentacji Norwegii Grodås zadebiutował 30 września 1991 roku w zremisowanym 0:0 meczu z Węgrami, rozegranym w ramach eliminacji do Euro 92. W 1994 roku został powołany przez selekcjonera Egila Olsena do kadry na Mistrzostwa Świata w USA, jednak był tylko rezerwowym dla Erika Thorstvedta. Natomiast w 1998 roku na Mundialu we Francji był pierwszym bramkarzem Norwegów. Wystąpił w trzech grupowych meczach z Marokiem (2:2), ze Szkocją (1:1) i z Brazylią (2:1), a także w 1/8 finału z Włochami (0:1). Karierę reprezentacyjną kończył w 2002 roku. W kadrze narodowej rozegrał 50 meczów.

## Kariera trenerska
Po zakończeniu kariery piłkarskiej Grodås został trenerem. 1 grudnia 2005 został zatrudniony na stanowisku trenera Hamarkameratene. Zespół spadł jednak do drugiej ligi i 7 listopada Frode został zwolniony. W grudniu 2006 został trenerem bramkarzy w Lillestrøm SK. W czerwcu 2007 bramkarz klubu Heinz Müller dostał zawieszenie na 2 mecze za uderzenie rywala, a na ławce rezerwowych w najbliższym meczu z Sandefjord Fotball usiadł Grodås.